# Pia Vieth
Pia Vieth, född 17 oktober 1955, är en dansk skådespelare. Vieth tog examen från Statens Teaterskole 1980 och är kanske främst känd för sin framträdande roll i TV-serien TAXA.

## Filmografi

### Filmer
- 1987 – Hip hip hurra! – Marie Kröyer
- 2000 – Alldeles i närheten – pedagogen

### TV-serier
- 1997–1999 – TAXA – Birgit Boye-Larsen (medverkade i alla 56 avsnitten)

### Webbkällor
- Pia Vieth på Internet Movie Database (engelska)
- Pia Vieth på Svensk Filmdatabas